# Постольское (сельское поселение)
Постольское — упразднённое муниципальное образование со статусом сельского поселения в Малопургинском районе Удмуртии Российской Федерации.
Административный центр — деревня Миндерево.
25 июня 2021 года упразднено в связи с преобразованием муниципального района в муниципальный округ.

## История
Статус и границы сельского поселения установлены Законом Удмуртской Республики от 14 июля 2005 года № 47-РЗ «Об установлении границ муниципальных образований и наделении соответствующим статусом муниципальных образований на территории Малопургинского района Удмуртской Республики».

## Население
| 2010  | 2012  | 2013  | 2014  | 2015  | 2016  | 2017  |
| ----- | ----- | ----- | ----- | ----- | ----- | ----- |
| 1706  | ↘1693 | ↘1679 | ↗1716 | ↗1729 | ↗1762 | ↗1800 |
| 2018  | 2019  | 2020  |       |       |       |       |
| ↗1815 | →1815 | ↗1833 |       |       |       |       |

## Состав сельского поселения
| № | Населённый пункт | Тип населённого пункта          | Население |
| - | ---------------- | ------------------------------- | --------- |
| 1 | Вишур            | деревня                         | ↗45       |
| 2 | Дома 8 км        | населённый пункт                | ↗6        |
| 3 | Кечур            | деревня                         | ↘287      |
| 4 | Малая Бодья      | деревня                         | ↘309      |
| 5 | Миндерево        | деревня, административный центр | ↘750      |
| 6 | Постольский      | посёлок                         | ↘296      |